# Liu Xianzhou
Liu He (en chino tradicional, 劉鶴; en chino simplificado, 刘鹤; Wanxian, 27 de enero de 1890 – Pekín, 6 de octubre de 1975), más conocido por su nombre de cortesía Liu Xianzhou (en chino tradicional, 劉仙洲; en chino simplificado, 刘仙洲), fue un educador e ingeniero mecánico chino y miembro de la Academia China de las Ciencias.

## Biografía
Liu nació el 27 de enero de 1890, en el seno de una familia de granjeros en la pequeña localidad rural de Wanxian, en la provincia de Hebei, China. Trabajó directamente con su padre en los campos desde muy joven. Liu se matriculó en una antigua escuela privada en 1897 y estudió hasta los 16 años (1905). En 1906, se matriculó en la escuela secundaria. Después de presenciar la derrota de China en la primera guerra sino-japonesa, se unió a la sociedad secreta Tongmenghui, se graduó con honores en la escuela secundaria en 1912 y se matriculó en el curso preparatorio de la Universidad de Pekín en 1913, y fue admitido en el Departamento de Ingeniería de la Universidad de Hong Kong con cargo a fondos públicos en 1914, donde se graduó con una licenciatura en 1918.
Después de graduarse, regresó a Hebei para enseñar en la escuela secundaria a la que había asistido hasta 1921, y en 1924 se convirtió en rector de la Universidad de Beiyang. En 1928, dimitió como rector de la universidad y se convirtió en profesor de la Universidad del Nordeste y director del Departamento de Ingeniería. Después de la invasión japonesa de Manchuria el 18 de septiembre de 1931, Liu comenzó a enseñar en la Universidad Tsinghua. Continuó enseñando en Pekín hasta el Incidente del Puente de Marco Polo del 7 de julio de 1937, cuando siguió la reubicación de la Universidad Tsinghua al suroeste y enseñó en la Universidad Nacional Asociada del Suroeste hasta el final de la guerra en 1945. Visitó los Estados Unidos entre 1946 y 1947 y, a su regreso de esa visita, continuó enseñando en la Universidad Tsinghua.
Después de la fundación de la República Popular China, continuó enseñando en la Universidad Tsinghua y en 1955, se unió al Partido Comunista de China. Además, fue diputado en la I, II, III y IV sesiones del Congreso Nacional del Pueblo Chino. En 1951, inició la reconstrucción de la Sociedad China de Ingeniería Mecánica y fue elegido académico de la Academia China de las Ciencias en 1955.
Durante toda su vida fue leal al Partido Comunista de China, pero aun así estaba insatisfecho con algunas políticas comunistas como el Gran Salto Adelante y la Revolución Cultural, por dicha razón fue perseguido durante la Revolución Cultural. En 1970, redactó su propio plan de trabajo para los siguientes 10 años, a pesar de que sufría una serie de enfermedades graves.
Murió en octubre de 1975 de un cáncer de páncreas en el Tercer Hospital Afiliado de la Universidad Médica de Pekín.

## Legado
Liu es muy conocido por sus investigaciones sobre la literatura sobre el desarrollo de maquinaria y máquinas en la antigua China. También recopiló numerosos términos de ingeniería mecánica.